# 国立巴黎高等化学学校

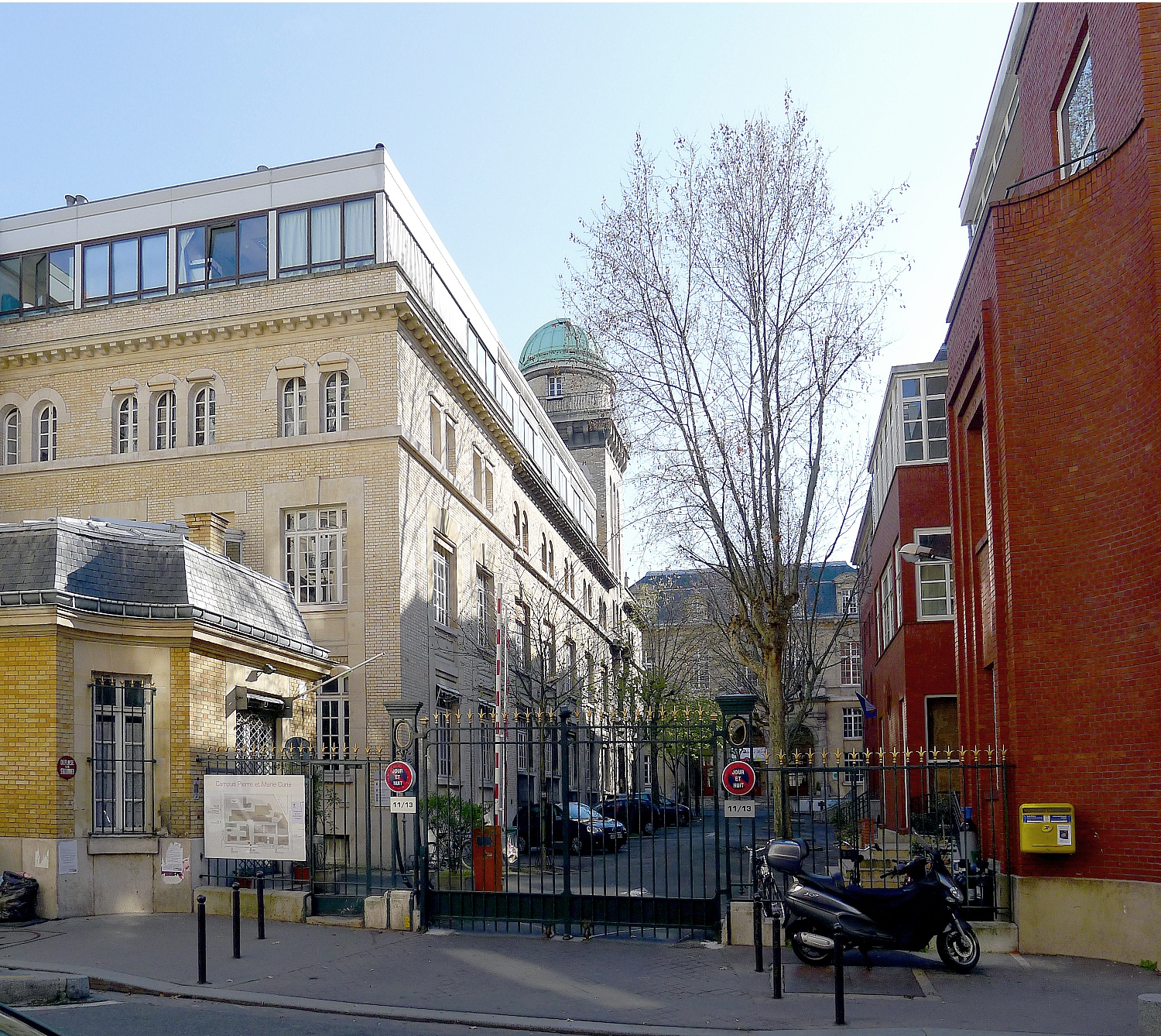
居里校区入口（皮埃尔和玛丽居里街11-13号)：左侧是居里研究院，中间是国立高等化学学校，右侧是物理化学生物研究所

国立巴黎高等化学学校（法語：École nationale supérieure de chimie de Paris），也称为巴黎高科化学学校（法語：Chimie Paristech），简称 ENSCP 或巴黎高化，是一所由法国国家许可颁发工程师文凭的大学校。
国立巴黎高等化学学校始建于1896年，坐落于巴黎第五区的 圣热内维尔山上，是一所公立科学、文化和专业机构。
学校每年培养约90名工程师学生，他们在完成为期三年的学业后将获得工程师文凭。学校的入学选拔非常严格，绝大部分学生需经过两到三年的大学校预科班，并通过全国筛选的大学校入学考试，少部分学生可以从普通大学申请录取。
国立巴黎高等化学学校与多所大学校有合作和交流：它是巴黎综合理工的实习单位之一，并与巴黎高科农业学校，巴黎高等物理化工学院，IFP学校，巴黎大学，巴黎-薩克雷高等師範學校，以及新闻学院有双文凭协议。
学校也是巴黎文理大学的成员，巴黎高科的始创成员，并属于盖·卢萨克联盟。
国立高等化学学校被认为是法国最负盛名的化学学校。

## 历史

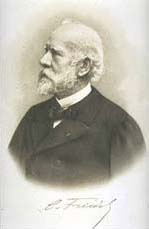
查尔斯·弗里德尔

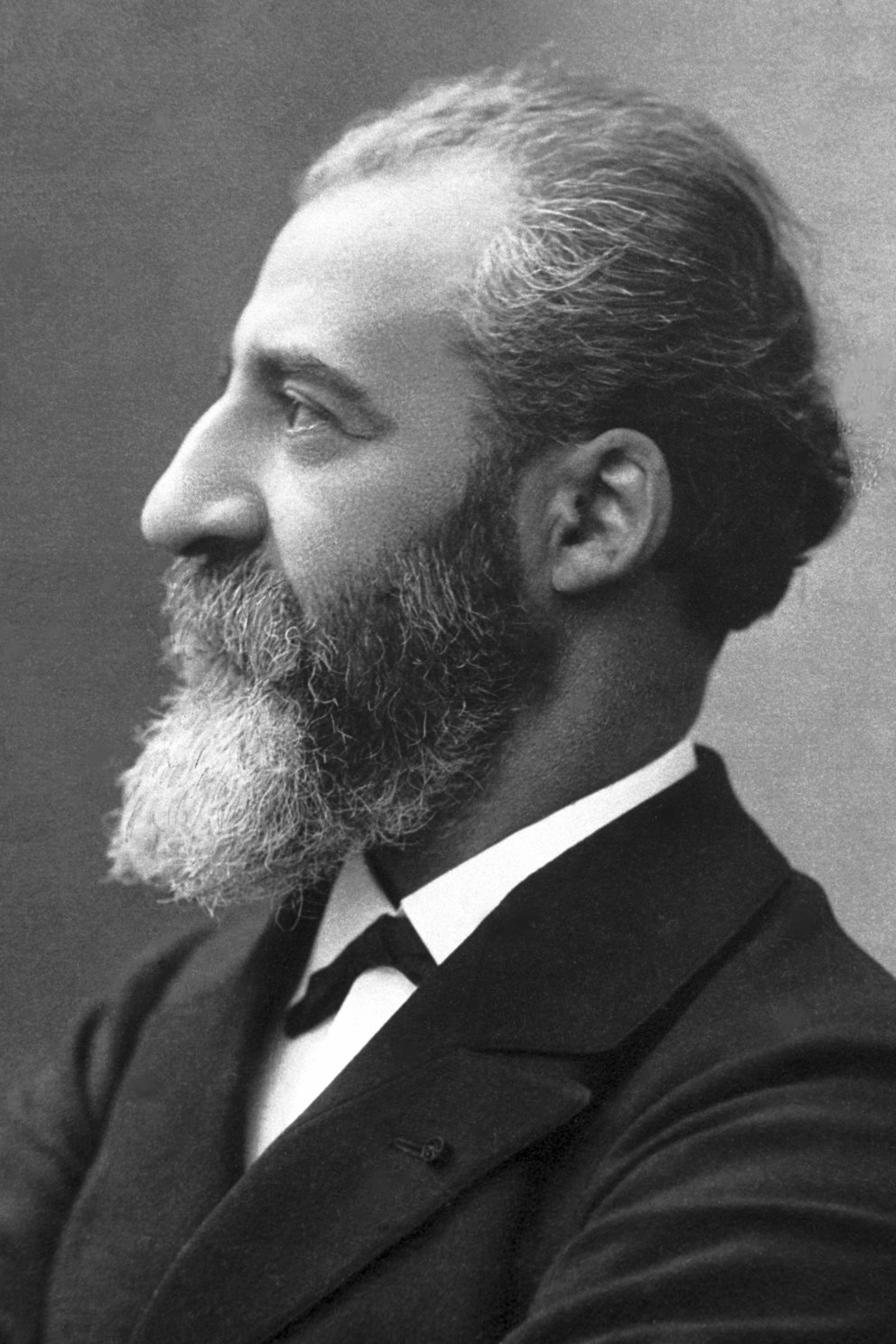
亨利·莫瓦桑

ENSCP于1896年由化学家及矿物学家 查尔斯·弗里德尔创建。那时，来自阿尔萨斯的查尔斯敏锐的发现了法国化学教育的不足，并认为这导致了国家工业水平与邻国的巨大差异。因此他在巴黎创建了一所培养化学人才的大学校。
弗里德尔去世后，亨利·莫瓦桑接任校长，他是第一个获得诺贝尔化学奖 的法国人（1906年获奖）。ENSCP是最早接收女学生的工程师学校之一。
2008年，ENSCP作为创始成员之一加入巴黎高科集团。巴黎高科包括十二所工程师学校和商校。从此ENSCP亦采用"巴黎高科化学学校"作为名称。
2010年，ENSCP参与建立了 巴黎文理研究大学（PSL）。 

## 参看